# Torsten Persson
Torsten Persson (nacido el 18 de abril de 1954) es un profesor y economista sueco, director del Instituto de Estudios Económicos Internacionales en la Universidad de Estocolmo.
También fue profesor en Inglaterra, Estados Unidos e Israel.
Y entre otras cosas, se destaca que este especialista colaboró intensamente con las investigaciones de Guido Tabellini.
Además, Persson es miembro de la Real Academia de las Ciencias de Suecia, y expresidente de la Asociación Económica Europea (esta última es la institución que otorga los Premios Yrjö Jahnsson).
Esta personalidad científica tiene vínculos regulares con el Comité del Premio en Ciencias Económicas en memoria de Alfred Nobel.
En 2022 fue galardonado con el Premio Fundación BBVA Fronteras del Conocimiento en la categoría "Economía, Finanzas y Gestión de Empresas".